# Tono (település)
Tono az Amerikai Egyesült Államok északnyugati részén, Washington állam Thurston megyéjében elhelyezkedő kísértetváros.
A Tono nevet egy japán vasúti dolgozó választotta. A népi hagyományok szerint a Tono elnevezés a „ton of coal” („tonnányi szén”) rövidülése.

## Történet
1920-ban a településen 1000 fő élt, valamint szálloda, kórház, bolt és iskola is működött itt. 1932-től a vasúttársaságok dízelvontatásra álltak át, így a bányákat a Bucoda Mining Company részére értékesítették, a lakók pedig elköltöztek. 1950-re már csak néhány lakóház állt; az utolsó állandó lakosok az 1967-ig itt élő John és Lempi Hirvela voltak.
1967-től az 1980-as évekig a Pacific Power & Light Company folytatott kitermelést a Lewis megyei erőművük ellátására.

## Fordítás
- Ez a szócikk részben vagy egészben  a   Tono, Washington című angol Wikipédia-szócikk ezen változatának fordításán alapul.  Az eredeti cikk szerkesztőit annak laptörténete sorolja fel. Ez a jelzés csupán a megfogalmazás eredetét és a szerzői jogokat jelzi, nem szolgál a cikkben szereplő információk forrásmegjelöléseként.